# Джеймі Маррей
Джеймі Роберт Маррей (англ. Jamie Robert Murray) — британський (шотландський) тенісист, спеціаліст з парної гри, колишня перша ракетка світу в парній грі, дворазовий чемпіон турнірів Великого шолома в парному розряді й чотириразовий у змішаному парному розряді, володар Кубка Девіса, офіцер Ордену Британської імперії.  
Джеймі — брат колишньої першої ракетки світу в одиночній грі Енді Маррея. Брати грали разом за Британію в Кубку Девіса й 2015 року здобули в ньому перемогу. Їхнім тренером, принаймні на початкових етапах кар'єри була мати Джудіт Маррей.

## Значні фінали

### Фінали турнірів Великого шолома

#### Пари: 4 (2 - 2 )
| Результат | Рік  | Турнір          | Поверхня | Партнер      | Супротивники                               | Поразка            |
| --------- | ---- | --------------- | -------- | ------------ | ------------------------------------------ | ------------------ |
| Поразка   | 2015 | Wimbledon       | Трава    | Джон Пірс    | Жан-Жульєн Роєр Горія Текеу                | 6–7(5–7), 4–6, 4–6 |
| Поразка   | 2015 | US Open         | Хард     | Джон Пірс    | П'єр-Юг Ербер Ніколя Маю                   | 4–6, 4–6           |
| Перемога  | 2016 | Australian Open | Хард     | Бруно Соарес | Деніел Нестор Радек Штепанек               | 2–6, 6–4, 7–5      |
| Перемога  | 2016 | US Open         | Хард     | Бруно Соарес | Пабло Карреньо Буста Гільєрмо Гарсія Лопес | 6–2, 6–3           |

#### Мікст: 4 (3 - 1)
| Результат | Рік  | Турнір        | Поверхня | Партнерка      | Супротивники                | Рахунок          |
| --------- | ---- | ------------- | -------- | -------------- | --------------------------- | ---------------- |
| Перемога  | 2007 | Wimbledon     | Трава    | Єлена Янкович  | Алісія Молік Йонас Бйоркман | 6–4, 3–6, 6–1    |
| Поразка   | 2008 | US Open       | Хард     | Лізель Губер   | Кара Блек Леандер Паес      | 6–7(6–8), 4–6    |
| Перемога  | 2017 | Wimbledon (2) | Трава    | Мартіна Хінгіс | Гезер Вотсон Генрі Контінен | 6–4, 6–4         |
| Перемога  | 2017 | US Open       | Хард     | Мартіна Хінгіс | Чжань Хаоцін Майкл Вінус    | 6–1, 4–6, [10–8] |

## Фінали турнірів ATP

### Парний розряд: 65 (34 титули, 31 поразка)
| Легенда (до/після 2009)                                          |
| ---------------------------------------------------------------- |
| Турніри Великого шолома (2–3)                                    |
| Tennis Masters Cup / ATP World Tour Фінали (0–0)                 |
| ATP Masters Series / ATP World Tour Masters 1000 (1–6)           |
| ATP International Series Gold / ATP World Tour 500 Series (9–11) |
| ATP International Series / ATP World Tour 250 Series (22–11)     |

| Фінали за покриттям |
| ------------------- |
| Тверде (25–22)      |
| Ґрунт (6–5)         |
| Трава (3–4)         |
| Килим (0–0)         |

| Фінали за умовами |
| ----------------- |
| Outdoors (23–24)  |
| Indoors (11–7)    |

| Результат | В-П   | Дата     | Турнір                                            | Tier          | Покриття   | Партнер       | Опоненти                                    | Рахунок                |
| --------- | ----- | -------- | ------------------------------------------------- | ------------- | ---------- | ------------- | ------------------------------------------- | ---------------------- |
| Поразка   | 0–1   | Лип 2006 | Los Angeles Open, США                             | International | Тверде     | Ерік Буторак  | Боб Браян Майк Браян                        | 2–6, 4–6               |
| Поразка   | 0–2   | Жов 2006 | Thailand Open, Таїланд                            | International | Тверде (i) | Енді Маррей   | Джонатан Ерліх Енді Рам                     | 2–6, 6–2, [4–10]       |
| Перемога  | 1–2   | Лют 2007 | Pacific Coast Championships, США                  | International | Тверде (i) | Ерік Буторак  | Кріс Гаггард Райнер Шуттлер                 | 7–5, 7–6(8–6)          |
| Перемога  | 2–2   | Лют 2007 | U.S. National Indoor Championships, США           | Intl. Gold    | Тверде (i) | Ерік Буторак  | Юрген Мельцер Юліан Ноул                    | 7–5, 6–3               |
| Перемога  | 3–2   | Чер 2007 | Nottingham Open, Велика Британія                  | International | Трава      | Ерік Буторак  | Джошуа Гудолл Росс Гатчінс                  | 4–6, 6–3, [10–5]       |
| Перемога  | 4–2   | Лют 2008 | Delray Beach Open, США                            | International | Тверде     | Максим Мирний | Боб Браян Майк Браян                        | 6–4, 3–6, [10–6]       |
| Поразка   | 4–3   | Кві 2008 | Estoril Open, Португалія                          | International | Ґрунт      | Кевін Ульєтт  | Джефф Кутзе Веслі Муді                      | 2–6, 6–4, [8–10]       |
| Поразка   | 4–4   | Чер 2008 | Nottingham Open, Велика Британія                  | International | Трава      | Джефф Кутзе   | Бруно Соарес Кевін Ульєтт                   | 2–6, 6–7(5–7)          |
| Перемога  | 5–4   | Лис 2010 | Valencia Open, Іспанія                            | 500 Series    | Тверде (i) | Енді Маррей   | Магеш Бгупаті Мирний Максим Миколайович     | 7–6(10–8), 5–7, [10–7] |
| Перемога  | 6–4   | Вер 2011 | Moselle Open, Франція                             | 250 Series    | Тверде (i) | Андре Са      | Лукаш Длоуги Марсело Мело                   | 6–4, 7–6(9–7)          |
| Перемога  | 7–4   | Жов 2011 | Japan Open, Японія                                | 500 Series    | Тверде     | Енді Маррей   | Франтішек Чермак Філіп Полашек              | 6–1, 6–4               |
| Поразка   | 7–5   | Лют 2012 | Open Sud de France, Франція                       | 250 Series    | Тверде (i) | Пол Генлі     | Ніколя Маю Едуар Роже-Васслен               | 4–6, 6–7(4–7)          |
| Перемога  | 8–5   | Кві 2013 | U.S. Men's Clay Court Championships, США          | 250 Series    | Ґрунт      | Джон Пірс     | Боб Браян Майк Браян                        | 1–6, 7–6(7–3), [12–10] |
| Перемога  | 9–5   | Лип 2013 | Swiss Open Gstaad, Швейцарія                      | 250 Series    | Ґрунт      | Джон Пірс     | Пабло Андухар Гільєрмо Гарсія-Лопес         | 6–3, 6–4               |
| Перемога  | 10–5  | Вер 2013 | Таїланд Open, Таїланд                             | 250 Series    | Тверде (i) | Джон Пірс     | Томаш Беднарек Юган Брунстрем               | 6–3, 3–6, [10–6]       |
| Поразка   | 10–6  | Жов 2013 | Японія Open, Японія                               | 500 Series    | Тверде     | Джон Пірс     | Роган Бопанна Едуар Роже-Васселен           | 6–7(5–7), 4–6          |
| Перемога  | 11–6  | Тра 2014 | BMW Open, Німеччина                               | 250 Series    | Ґрунт      | Джон Пірс     | Колін Флемінг Росс Гатчінс                  | 6–4, 6–2               |
| Поразка   | 11–7  | Чер 2014 | Queen's Club Championships, Велика Британія       | 250 Series    | Трава      | Джон Пірс     | Александер Пея Бруно Соарес                 | 6–4, 6–7(4–7), [4–10]  |
| Поразка   | 11–8  | Сер 2014 | Winston-Salem Open, США                           | 250 Series    | Тверде     | Джон Пірс     | Хуан Себастьян Кабаль Роберт Фара           | 3–6, 4–6               |
| Поразка   | 11–9  | Вер 2014 | BMW Malaysian Open, Малайзія                      | 250 Series    | Тверде (i) | Джон Пірс     | Марцин Матковський Леандер Паес             | 6–3, 6–7(5–7), [5–10]  |
| Перемога  | 12–9  | Січ 2015 | Brisbane International, Австралія                 | 250 Series    | Тверде     | Джон Пірс     | Олександр Долгополов Нісікорі Кей           | 6–3, 7–6(7–4)          |
| Поразка   | 12–10 | Лют 2015 | Rotterdam Open, Нідерланди                        | 500 Series    | Тверде (i) | Джон Пірс     | Жан-Жульєн Роєр Горія Текеу                 | 6–3, 3–6, [8–10]       |
| Поразка   | 12–11 | Кві 2015 | Відкритий чемпіонат Барселони з тенісу, Іспанія   | 500 Series    | Ґрунт      | Джон Пірс     | Марін Драганя Генрі Контінен                | 3–6, 7–6(8–6), [9–11]  |
| Поразка   | 12–12 | Лип 2015 | Вімблдонський турнір, Велика Британія             | Grand Slam    | Трава      | Джон Пірс     | Жан-Жульєн Роєр Горія Текеу                 | 6–7(5–7), 4–6, 4–6     |
| Перемога  | 13–12 | Сер 2015 | Hamburg European Open, Німеччина                  | 500 Series    | Ґрунт      | Джон Пірс     | Хуан Себастьян Кабаль Robert Farah          | 2–6, 6–3, [10–8]       |
| Поразка   | 13–13 | Вер 2015 | Відкритий чемпіонат США з тенісу, США             | Grand Slam    | Тверде     | Джон Пірс     | П'єр-Юг Ербер Ніколя Маю                    | 4–6, 4–6               |
| Поразка   | 13–14 | Жов 2015 | Vienna Open, Австрія                              | 500 Series    | Тверде (i) | Джон Пірс     | Лукаш Кубот Марсело Мело                    | 6–4, 6–7(3–7), [6–10]  |
| Поразка   | 13–15 | Лис 2015 | Swiss Indoors, Швейцарія                          | 500 Series    | Тверде (i) | Джон Пірс     | Александер Пея Бруно Соарес                 | 5–7, 5–7               |
| Перемога  | 14–15 | Січ 2016 | Sydney International, Австралія                   | 250 Series    | Тверде     | Бруно Соарес  | Роган Бопанна Флорін Мерджа                 | 6–3, 7–6(8–6)          |
| Перемога  | 15–15 | Січ 2016 | Відкритий чемпіонат Австралії з тенісу, Австралія | Grand Slam    | Тверде     | Бруно Соарес  | Деніел Нестор Радек Штепанек                | 2–6, 6–4, 7–5          |
| Поразка   | 15–16 | Кві 2016 | Мастерс Монте-Карло, Монако                       | Masters 1000  | Ґрунт      | Бруно Соарес  | П'єр-Юг Ербер Ніколя Маю                    | 6–4, 0–6, [6–10]       |
| Поразка   | 15–17 | Лип 2016 | Мастерс Канада, Канада                            | Masters 1000  | Тверде     | Бруно Соарес  | Іван Додіг Марсело Мело                     | 4–6, 4–6               |
| Перемога  | 16–17 | Вер 2016 | US Open, США                                      | Grand Slam    | Тверде     | Бруно Соарес  | Пабло Карреньо Буста Guillermo García-López | 6–2, 6–3               |
| Поразка   | 16–18 | Січ 2017 | Sydney International, Австралія                   | 250 Series    | Тверде     | Бруно Соарес  | Веслі Колгоф Матве Мідделкоп                | 3–6, 5–7               |
| Перемога  | 17–18 | Бер 2017 | Abierto Mexicano TELCEL, Мексика                  | 500 Series    | Тверде     | Бруно Соарес  | Джон Ізнер Фелісіано Лопес                  | 6–3, 6–3               |
| Перемога  | 18–18 | Чер 2017 | Stuttgart Open, Німеччина                         | 250 Series    | Трава      | Бруно Соарес  | Олівер Марах Мате Павич                     | 6–7(4–7), 7–5, [10–5]  |
| Перемога  | 19–18 | Чер 2017 | Queen's Club Championships, Велика Британія       | 500 Series    | Трава      | Бруно Соарес  | Жульєн Беннето Едуар Роже-Васселен          | 6–2, 6–3               |
| Поразка   | 19–19 | Сер 2017 | Мастерс Цинциннаті, США                           | Masters 1000  | Тверде     | Бруно Соарес  | П'єр-Юг Ербер Ніколя Маю                    | 6–7(6–8), 4–6          |
| Поразка   | 19–20 | Жов 2017 | Японія Open, Японія                               | 500 Series    | Тверде     | Бруно Соарес  | Бен Маклахлан Ясутака Утіяма                | 4–6, 6–7(1–7)          |
| Поразка   | 19–21 | Січ 2018 | Qatar ExxonMobil Open, Катар                      | 250 Series    | Тверде     | Бруно Соарес  | Олівер Марах Мате Павич                     | 2–6, 6–7(6–8)          |
| Перемога  | 20–21 | Бер 2018 | Mexican Open, Мексика (2)                         | 500 Series    | Тверде     | Бруно Соарес  | Боб Браян Майк Браян                        | 7–6(7–4), 7–5          |
| Поразка   | 20–22 | Чер 2018 | Queen's Club Championships, Велика Британія       | 500 Series    | Трава      | Бруно Соарес  | Генрі Контінен Джон Пірс                    | 4–6, 3–6               |
| Перемога  | 21–22 | Сер 2018 | Washington Open, США                              | 500 Series    | Тверде     | Бруно Соарес  | Майк Браян Едуар Роже-Васселен              | 3–6, 6–3, [10–4]       |
| Перемога  | 22–22 | Сер 2018 | Cincinnati Masters, США                           | Masters 1000  | Тверде     | Бруно Соарес  | Хуан Себастьян Кабаль Robert Farah          | 4–6, 6–3, [10–6]       |
| Поразка   | 22–23 | Жов 2018 | Мастерс Шанхай, КНР                               | Masters 1000  | Тверде     | Бруно Соарес  | Лукаш Кубот Марсело Мело                    | 4–6, 2–6               |
| Перемога  | 23–23 | Січ 2019 | Sydney International, Австралія (2)               | 250 Series    | Тверде     | Бруно Соарес  | Хуан Себастьян Кабаль Robert Farah          | 6–4, 6–3               |
| Поразка   | 23–24 | Кві 2019 | Barcelona Open, Іспанія                           | 500 Series    | Ґрунт      | Бруно Соарес  | Хуан Себастьян Кабаль Robert Farah          | 4–6, 6–7(4–7)          |
| Поразка   | 23–25 | Сер 2020 | Cincinnati Masters, США                           | Masters 1000  | Тверде     | Ніл Скупскі   | Пабло Карреньйо Busta Алекс де Мінор        | 2–6, 5–7               |
| Поразка   | 23–26 | Лис 2020 | Vienna Open, Австрія                              | 500 Series    | Тверде (i) | Ніл Скупскі   | Лукаш Кубот Марсело Мело                    | 6–7(5–7), 5–7          |
| Перемога  | 24–26 | Лис 2020 | Sofia Open, Болгарія                              | 250 Series    | Тверде (i) | Ніл Скупскі   | Юрген Мельцер Едуар Роже-Васселен           | Walkover               |
| Перемога  | 25–26 | Лют 2021 | Great Ocean Road Open, Австралія                  | 250 Series    | Тверде     | Бруно Соарес  | Хуан Себастьян Кабаль Robert Farah          | 6–3, 7–6(9–7)          |
| Поразка   | 25–27 | Вер 2021 | US Open, США                                      | Grand Slam    | Тверде     | Бруно Соарес  | Ражів Рам Джо Солсбері                      | 6–3, 2–6, 2–6          |
| Перемога  | 26–27 | Жов 2021 | St. Petersburg Open, Росія                        | 250 Series    | Тверде (i) | Бруно Соарес  | Андрій Голубєв Юго Нис                      | 6–3, 6–4               |
| Поразка   | 26–28 | Лют 2022 | Rio Open, Бразилія                                | 500 Series    | Ґрунт      | Бруно Соарес  | Сімоне Болеллі Фабіо Фоніні                 | 5–7, 7–6(7–2), [6–10]  |
| Перемога  | 27–28 | Сер 2022 | Winston-Salem Open, США                           | 250 Series    | Тверде     | Меттью Ебден  | Юго Нис Ян Зелінський                       | 6–4, 6–2               |
| Поразка   | 27–29 | Січ 2023 | Adelaide International, Австралія                 | 250 Series    | Тверде     | Майкл Вінус   | Ллойд Ґласспул Гаррі Геліоваара             | 3–6, 6–7(3–7)          |
| Перемога  | 28–29 | Лют 2023 | Dallas Open, США                                  | 250 Series    | Тверде (i) | Michael Venus | Натаніел Ламмонс Джексон Вітроу             | 1–6, 7–6(7–4), [10–7]  |
| Перемога  | 29–29 | Кві 2023 | Banja Luka Open, Боснія і Герцеговина             | 250 Series    | Ґрунт      | Michael Venus | Франсіску Кабрал Олександр Недовєсов        | 7–5, 6–2               |
| Перемога  | 30–29 | Тра 2023 | Geneva Open, Швейцарія                            | 250 Series    | Ґрунт      | Michael Venus | Марсель Гранольєрс Орасіо Себальйос         | 7–6(8–6), 7–6(7–3)     |
| Поразка   | 30–30 | Сер 2023 | Cincinnati Masters, США                           | Masters 1000  | Тверде     | Michael Venus | Максімо Гонсалес Андрес Мольтені            | 6–3, 1–6, [9–11]       |
| Перемога  | 31–30 | Вер 2023 | Zhuhai Championships, КНР                         | 250 Series    | Тверде (i) | Michael Venus | Натаніел Ламмонс Джексон Вітроу             | 6–4, 6–4               |
| Поразка   | 31–31 | Жов 2023 | Японія Open, Японія                               | 500 Series    | Тверде     | Michael Venus | Рінкі Хіджіката Макс Перселл                | 4–6, 1–6               |
| Перемога  | 32–31 | Лют 2024 | Катар Open, Катар                                 | 250 Series    | Тверде     | Michael Venus | Лоренцо Музетті Лоренцо Сонего              | 7–6(7–0), 2–6, [10–8]  |
| Перемога  | 33–31 | Жов 2024 | Swiss Indoors, Швейцарія                          | 500 Series    | Тверде (i) | Джон Пірс     | Веслі Колхоф Нікола Мектич                  | 6–3, 7–5               |
| Перемога  | 34–31 | Лис 2024 | Belgrade Open, Сербія                             | 250 Series    | Тверде (i) | Джон Пірс     | Іван Додіг Skander Mansouri                 | 3–6, 7–6(7–5), [11–9]  |

## Зовнішні посилання
- Досьє на сайті Асоціації тенісистів-професіоналів

## Виноски
1. 1 2  Association of Tennis Professionals website
2. ↑  Collins B. The Bud Collins History of Tennis: An Authoritative Encyclopedia and Record Book — 2 — NYC: New Chapter Press, 2010. — P. 701. — ISBN 978-0-942257-70-0
3. ↑  https://www.alamy.com/stock-photo-tennis-the-slazenger-open-day-six-nottingham-tennis-centre-109963097.html

| Тенісист | Це незавершена стаття про тенісиста чи тенісистку. Ви можете допомогти проєкту, виправивши або дописавши її. |